# سعيد طرابيك
سعيد طرابيك (17 ابريل 1941 - 15 نوفمبر 2015)، ممثل مصري. بدأ مشواره الفني في أواخر ستينيات القرن العشرين، عمل بالمسرح والتلفزيون والسينما. ارتبط الفنان سعيد طرابيك بالفنان عادل إمام حيث مثل معه بالعديد من الأفلام والمسرحيات من أهمها مسرحية (شاهد ما شفش حاجة) عام 1976، شارك أيضًا بأدوار ثانوية في كثير من الأعمال منها مسلسل (الكبير أوي) وفيلم (جزيرة الشيطان) عام 1990، وفيلم (وش إجرام) عام 2006.

## أعماله الفنية

### سيت كوم
| - عفاريت محرز: 2014 - الهلالي سلالم: 2012 - (شيخون) - أنا وبابا: 2011 - فندق سبع نجوم: 2011 - (بدراوى) - جوز ماما: ( ج1) 2010 - سلطة بلدي: 2010 | - بيت العيلة: (ج1، 2)2009، 2010- (ضيف شرف) - ياسين في مستشفى المجانين: 2009 - حواكة بوت: 2009 - العيادة: ( ج1، 2) 2008، 2009 - (أبو صلاح) - راجل وست ستات: (ج1-4، 6، 7، 9) 2007، 2007 ، 2008، 2009، 2010، 2010، 2015 - (سعيد) - طعمية بالكافيار: 2005 |

### المسلسلات
| - بس مباشر: 2016 - ولاد السيدة: 2015 - لما تامر ساب شوقية: 2015 - بين السرايات: 2015 - الصعلوك: 2015 - أستاذ ورئيس قسم: 2015 - (الحاج شحته) - أرض النعام: 2015 - (ياسر) - مولد وصاحبه غايب: 2015 - نصباية: 2015 - ألوان الطيف: 2015 - مولانا العاشق: 2015 - (عم بلال/والد شحته ونور) - دهشة: 2014 - (الحاج مهران حمد الباشا) - صاحب السعادة: 2014 - دكتور أمراض نسا: 2014 - العراف: 2013 - (مسعد المحمدي) - الركين: 2013 - (جنيدي) - اسم مؤقت: 2013 - شمس الأنصاري: 2012 - عرفة البحر: 2012 - ابن النظام: 2012 - الزناتي مجاهد: 2011 - (ضيف شرف) - عريس دليفري: 2011 - (المعلم عقل/جزار) - نونة المأذونة: 2011 - (علي) - بني آدمين عصر التنين: 2011 - صايعين ضايعين: 2011 | - ريش نعام: 2010 - أغلى من حياتي: 2010 - (عباس) - أزمة سكر: 2010 - (مصلحى جناينى في الفيلا) - قضية صفية: 2010 - (شيخ الغفر) - الفوريجي: 2010 - (حامد تصنت ) - اللص والكتاب: 2010 - (علي أبولمياء) - الكبير أوي: (ج1-5) 2010، 2011، 2013، 2014، 2015 - (عم جابر) - بشرى سارة: 2009 - (فوزي) - هانم بنت باشا: 2009 - ابو العريف: 2009 - وكالة عطية: 2009 - تاجر السعادة: 2009 - قانون المراغي: 2009 - الباطنية: 2009 - قلب الخطر: 2008 - كلمة حق: 2008 - بنت من الزمن ده: 2008 - (شتا ) - طريق الخوف: 2008 - قلب ميت: 2008 - الدالي: (ج1-3) 2007، 2008، 2011 - أزهار: 2007 - عمارة يعقوبيان: 2007 - (طلال) - إمرأة في شق الثعبان: 2007 - لحظات حرجة: (ج1، 2) 2007، 2010 - (والد فاطيما) - قلوب تائهه: 2006 | - حارة الزعفراني: 2006 - أذكى غبي في العالم: 2006 - سوق الخضار: 2006 - توتو وبيجامة: 2006 - علي يا ويكا: 2006 - ولم تنس أنها امرأة: 2006 - أرض الرجال: 2005 - التوبة: 2005 - اعترافات الثعالب: 2005 - للثروة حسابات أخرى: 2005 - (فتحي أبو العلا ) - المرسى والبحار: 2005 - أحلام عادية: 2005 - السلمانية: 2005 - دوائر الشك: 2005 - إضحك قبل الضحك مايغلا: 2005 - أهل الرحمة: 2004 - (المعلم زيدان) - بابا في تانية رابع: 2004 - عيش أيامك: 2004 - أحلام البنات: 2004 - السيف الوردي: 2004 - أيامنا: 2004 - الحب والعنف: 2004 - حد السكين: 2003 - القلب إذا هوى: 2003 - عائلة عابدين: 2003 | - أين قلبي: 2002 - العطار والسبع بنات: 2002 - (سيد الجحش) - جحا المصري: 2002 - ديدي ودوللي: 2002 - (عزت) - جائزة نوفل: 2002 - حديث الصباح والمساء: 2001 - (عبد الله النديم - حارة الطبلاوي: 2001 - أوبرا عايدة: 2000 - (القاضي) - أوان الورد: 2000 - البصمة: 2000 - عندما تثور النساء: 2000 - سنوات الشقاء والحب: 1998 - زيزينيا: (ج1) 1997 - وإنت عامل إيه؟: 1997 - (معلم القهوة) - حلم الجنوبي: 1997 - (حماد الدكر) - حكايات مستر أيوب ومسز عنايات: 1996 - ألف ليلة وليلة (علي بابا والأربعين حرامي): 1995 - (زربال) - رحلة أبو الوفا: 1991 - أولادي: 1989 - (شوقي) - أخو البنات: 1984 - الشوارع الخلفية: 1979 - أوراق الورد: 1979 - أحلام الفتى الطائر: 1978 - ابن الجبل: 0 - محامي كعب داير: 0 |

### الأفلام
| - ضغط عالي: 2019 - شارع محمد علي: 2017 - كنغر حبنا: 2016 - (ضيف شرف) - خلطة عمري: 2016 - أبو فتلة: 2015 - حارة مزنوقة: 2015 - (آدم والد نادر) - جمهورية إمبابة: 2015 - سلاح التلاميذ: 2015 - عزبة أبو حشيش: 2015 - (المعلم عنتر) - نوم التلات: 2015 - سطو مثلث: 2015 - (والد هيام) - الدنيا مقلوبة: 2015 - حديد: 2014 - (الصول مطعي) - المواطن برص: 2014 - (مدبولي الساعي) - روميو السيدة: 2014 - زجزاج: 2014 - (رزق) - وش سجون: 2014 - 8%: 2013 - الجبروت: 2013 - (عم عطوي) - سمير أبو النيل: 2013 - اللعب مع البنات: 2012[تحت الأعداد] - متعب وشادية: 2012 - الفيل في المنديل: 2011 - إكس لارج: 2011 - (مدير مجدى (ضيف شرف)) - إثنين في كلابش: 2010 - المسافر: 2010 - (ضيف شرف) - عسل أسود: 2010 - (صاحب الكشك) - الفرح: 2009 - (أبو جميلة) - البيه رومانسي: 2009 - عزبة آدم: 2009 - (الحاج طلبة) - دكتور سيلكون: 2009 - (عبد الرحيم أبو المكارم) | - حسن ومرقص: 2008 - رامي الاعتصامي: 2008 - بوشكاش: 2008 - طباخ الريس: 2008 - (عم شحاتة) - شبه منحرف: 2008 - كباريه: 2008 - بلطية العايمة: 2008 - (عم قنديل) - بنات وموتوسيكلات: 2008 - (الاب) - حوش إللي وقع منك: 2007 - سوق المزاج: 2007 - الشياطين: 2007 - كده رضا: 2007 - (خواجه) - لخمة راس: 2006 - مطب صناعي: 2006 - (المقاول) - صباحو كدب: 2006 - (زينهم) - العيال هربت: 2006 - (زوج ام حسن) - في محطة مصر: 2006 - واحد من الناس: 2006 - (سيد) - وش إجرام: 2006 - (والد طه) - عمارة يعقوبيان: 2006 - (حميدو) - عيال حبيبة: 2005 - معلش إحنا بنتبهدل: 2005 - (الحاج شداد) - السفارة في العمارة: 2005 - (الطبيب البيطري حسين عبد الغفور) - أبو علي: 2005 - (نبوى) - خالتي فرنسا: 2004 - (جنيدي) - صايع بحر: 2004 - (المعلم شهاب تاجر المخدرات) - شبر ونص: 2004 - الباشا تلميذ: 2004 - عوكل: 2004 - فول الصين العظيم: 2004 - (فاروق الطباخ زوج أم محيي) | - مندور وعزيزة: 2004 - غبي منه فيه: 2004 - (والد سامية) - حفار البحر: 2003 - عربي تعريفه: 2003 - ميدو مشاكل: 2003 - (المعلم أبو حجر ) - التجربة الدنماركية: 2003 - (حمدي البسيوني) - المشخصاتي: 2003 - هو في أيه ؟: 2002 - مافيا: 2002 - (القس) - ابن عز: 2001 - رحلة مشبوهة: 2001 - الرجل الأبيض المتوسط: 2001 - رشة جريئة: 2001 - (المحامي) - حرامية في كي جي تو: 2001 - (ابوريم) - جرانيتا: 2001 - سوق المتعة: 2000 - (شوقي) - أشيك واد في روكسي: 1999 - ولا في النية أبقى: 1999 - (المعلم) - عبود على الحدود: 1999 - (الصول / سميح) - ميت فل: 1996 - (الضابط) - الزمن والكلاب: 1996 - زغلول جاب محمول: 1996 - النوم في العسل: 1996 - (القس) - طيور الظلام: 1995 - ليلة ساخنة: 1995 - (صاحب التاكسي) - المراكبي: 1995 - (مسئول المحكمه العسكريه والجيش) - بخيت وعديله: 1995 - سفينة الحب والعذاب: 1993 - الإرهابي: 1993 - (شعلان) - الفلاحين أهم: 1992 | - حصل يا سعادة البيه: 1991 - (هيصة) - شمس الزناتي: 1991 - (دعدور) - خميس يغزو القاهرة: 1990 - (عمال) - الذل: 1990 - (العقر ) - جزيرة الشيطان: 1990 - (الشواف) - المولد: 1989 - (صاوي) - الفتى الشرير: 1989 - (سويلم) - المرأة والقانون: 1988 - (وكيل النيابة) - جواز في السر: 1988 - زمن الممنوع: 1988 - سلام يا صاحبي: 1987 - (مشرقي) - بستان الدم: 1987 - الجوع: 1986 - شارع السد: 1986 - فيش وتشبيه: 1986 - (القاضى) - فقراء ولكن سعداء: 1986 - (وكيل النيابة) - ملف في الآداب: 1985 - (القاضي) - حكاية في كلمتين: 1985 - العايقة والدريسة: 1985 - (المعلم صلحاوي) - رمضان فوق البركان: 1985 - (شحتوت) - عسل الحب المر: 1985 - لك يوم يابيه: 1984 - الغول: 1983 - (يسري بارمان) - حب في الزنزانة: 1983 - (وكيل النيابة) - عصابة حمادة وتوتو: 1982 - (الجراح) - القفل: 1982 - الإنسان يعيش مرة واحدة: 1981 - (وكيل النيابة) - رجل فقد عقله: 1980 - (محامي زيكو لقضية الحجر) - حبيبي أصغر مني |

### أعماله المسرحية
| - مولد سيدي المرعب: 2010 - يا دنيا يا حرامي: 2009 - قاعدين ليه؟: 2005 - الواد ويكا بتاع أمريكا: 1998 - باللو: 1995 - البعبع: 1990 | - كعبلون: 1985 - الشحاتين: 1985 - شاهد ما شفش حاجة: 1976 (قاسم وكيل النيابة) - القاهرة في ألف عام: 1969 - كوبري الناموس: 1964 - مر الكلام (حلو الكلام ): |

### أخرى
| - من نقرة لدحديرة: 2013:مسلسل إذاعي - رمضونا: 2010:رسوم متحركة - Aytl Jensen, une vie de cinéma (Série documentaire) Saison 1:2010: برنامج - قلقاسة في وكالة ناسا: 2009: مسلسل إذاعي - ليلة جواز بهية: 2009:سباعية | - زي النهارده: 1996: هوفوازير - جريمة لم ترتكب: سهرة تليفزيونية - نساء الصمت: سهرة تليفزيونية - أبدا يعيش الحب: 0:سهرة تليفزيونية |

## الوفاة
توفي الفنان يوم الأحد الموافق 15/11/2015 بعد زواجه بشهرين عن عمر يناهز 74 عام نتيجة لأزمة قلبية.

## طالع أيضًا
- مسلسل العراف
- الباطنيه

## روابط خارجية
- سعيد طرابيك على موقع IMDb (الإنجليزية)
- سعيد طرابيك على موقع الدهليز
- سعيد طرابيك على موقع قاعدة بيانات الأفلام العربية
- سعيد طرابيك على موقع قاعدة بيانات الفيلم (الإنجليزية)
- سعيد طرابيك على موقع كينوبويسك (الروسية)